# Daan Huizing

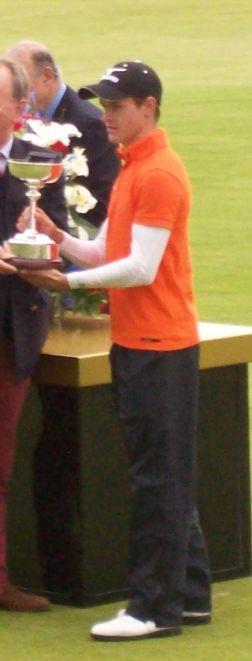
Daan Huizing (St. Andrews Links Trophy 2012)

Daan Huizing (Zwolle, 22 oktober 1990) is een Nederlands golfspeler. Huizing begon op 10-jarige leeftijd op Golfsociëteit De Lage Vuursche. 

## Amateur
Als amateur heeft Daan Huizing al veel successen behaald. In 2011 won hij met een score van -7 het Brabants Open, waardoor hij een wildcard kreeg voor het KLM Open 2011. 
Eind 2011 stond Huizing nummer 6 op de wereldranglijst. In 2011 won hij zes toernooien, inclusief het Turks Open voor amateurs in Belek. Ook haalde hij de cut bij het KLM Open.
In 2012 haalde hij de halve finale bij het Spaans amateurkampioenschap. Hij vestigde een nieuw record door de St Andrews Links Trophy met -23 te winnen, bovendien was hij de eerste speler die zowel de St Andrews Links Trophy als de Lytham Trophy in hetzelfde jaar won. Daarna stond hij op nummer 5 van de wereldranglijst en in september zelfs op de 2de plaats.

### Overwinningen
- 2007: Dutch Junior Masters
- 2009: Scholenteamkampioenschap op Golfclub Broekpolder gewonnen met Jan Bart Mulders
- 2010: Netherlands National Match Play
- 2011: Duits amateurkampioenschap (winnaar met -11), Brabants Open (-7) en Turks Open voor amateurs, Argentijns amateurkampioenschap, Copa Juan Carlos Tailhade
- 2012: Lytham Trophy (-7), St Andrews Links Trophy (-23, record), NK Strokeplay (-11)

### Teamdeelnames
- Copa Simon Bolivar in Venezuela: 2011 (gewonnen met Robin Kind)
- Tailhade Cup in Argentinië: 2011 (gewonnen met Robin Kind)
- European Boys' Team Championship: 2007, 2008[1]
- Europees kampioenschap voor amateurteams: 2010
- Eisenhower Trophy: 2010, 2012
- Bonallack Trophy: 2012 (winnaars)
- Arnold Palmer Cup: 2012 (winnaars)

## Professional

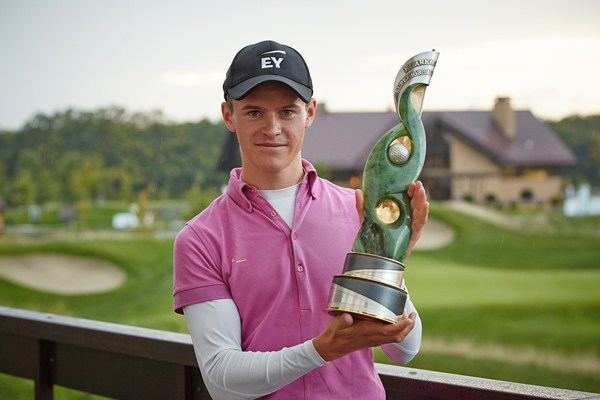
Dominant Daan wint de Kharkov Superior Cup in 2013

Op zijn 22ste verjaardag werd Huizing professional. Hij stond op dat moment op nummer 3 op de WAGR.
Hij slaagde er niet in via de Tourschool een kaart te veroveren voor de Europese PGA Tour en speelde begin 2013 op de Pro Golf Tour. Hij kreeg enkele invitaties voor de Challenge Tour, en werd in juni 2de bij het Kärnten Golf Open. Een week later werd hij 5de bij de Bad Griesbach Challenge en eind juli werd hij 4de bij Le Vaudreuil Golf Challenge. Daarna won hij het Northern Ireland Open Challenge in een playoff tegen Oliver Wilson. Hiermee verzekerde hij zijn plaats in de top van de ranglijst waardoor hij automatisch naar de Europese Tour van 2014 zou promoveren. Een week later won hij de Kharkov Superior Cup. Op de Europese PGA Tour van 2014 kende Huizing echter tegenvallende resultaten zodat hij vanaf 2015 terug op de Challenge Tour zou spelen. Huizing zou hier tot 2019 actief blijven. In 2019 won Huizing de Jordan Mixed Open, het eerste gemengde toernooi met deelnemers van de Challenge Tour, de Ladies European Tour en de Europese Senior Tour. In 2021 was Huizing de beste op de Irish Challenge. Vanaf 2022 speelt Huizing terug op de Europese PGA Tour.

### Overwinningen
- 2013: Northern Ireland Open Challenge, Kharkov Superior Cup
- 2019: Jordan Mixed Open (-16)[4][5]
- 2021: Irish Challenge